# Louis-Tobie Mbida
Pour les articles homonymes, voir Mbida.
Louis-Tobie Mbida, né le 21 avril 1956 dans le 13e arrondissement de Paris (France), est un homme politique camerounais, aîné des quatre fils d'André-Marie Mbida, premier chef d'État du Cameroun Oriental, chef du gouvernement camerounais du 16 mai 1957 au moment où le Cameroun accède à son autonomie interne.
Louis-Tobie Mbida est l'actuel président du Parti des démocrates camerounais. Médecin de formation, il devient président du Parti des démocrates camerounais dès sa re-légalisation en 1991. L'année 1990 au Cameroun sera politiquement celle d'Anicet Ekane et de Me Yondo Black qui oseront porter plainte contre l'État du Cameroun et revendiquer la restauration du multipartisme au Cameroun. Le discours de La Baule, la chute du mur de Berlin, les revendications du SDF clandestin de Ni John Fru Ndi à Bamenda où seront tués six Camerounais vont mettre la pression sur le président Biya et promouvoir les vingt lois sur les libertés qui légaliseront le multipartisme au Cameroun dès 1991.
Les détracteurs de Louis Tobie Mbida lui reprochent d'avoir soutenu la candidature de Paul Biya à l'élection présidentielle de 1992. Cependant, ses admirateurs notent qu'il n'a jamais milité au sein du parti unique (RDPC-ex UNC) comme la quasi-totalité des hommes politiques du Cameroun de 2009.

## Éducation et expériences professionnelles

### Éducation
Il effectue ses études secondaires au collège Vogt de Yaoundé, mais obtient son baccalauréat D au lycée Général-Leclerc en 1976.
Après deux ans au département de chimie et biologie de la faculté des sciences de l'université de Yaoundé en 1977-1979, il va continuer ses études en Allemagne à l'université de la Sarre où il obtient son diplôme d'État allemand de médecine en 1986.
Entre 1998 et 2000, il passe avec succès un certificat de biologie cellulaire auprès du prof. G. Feldmann - un certificat de génétique humaine auprès des prof. Fellous et Grandchamp -  un certificat de biologie moléculaire auprès du Prof J. Elion -  à l'université Paris VII-Denis-Diderot.
En 2001, il obtient un DEA (diplôme d’études approfondies) de biologie et pathologie des épithéliums auprès du prof. G. Feldmann à la faculté de médecine Xavier-Bichat de l'université Paris VII-Denis-Diderot - et un DU (diplôme universitaire) de diagnostic et thérapeutique du couple infertile auprès des prof. Friedman et Prof S. Hamamah à l'hôpital Antoine-Béclère, université Paris XI.
Enfin en 2003-2005, il obtient une CMU (capacité de médecine d'urgence) auprès du Pr Carli, Samu de Paris Université Paris Descartes.

### Expériences professionnelles
- 1987 : création d’un hôpital de campagne à Nkol-Edouma près d’Éfok (département de la Lekié, à 40 km de Yaoundé Cameroun)
- 1989-1997 : création et direction à Yaoundé de la clinique André-Marie Mbida
- 1994-1997 : création et direction d’un Centre de formation médicale pour aide soignantes, infirmières brevetées et infirmiers accoucheurs.
- 1994 – 1997 : enseignant au Centre de formation médicale pour infirmiers et aide soignants de Yaoundé.
- 2001 : enseignant d'histologie et de biologie moléculaire de la cellule à l’université Denis-Diderot Paris-VII sur le site Bichat Claude Bernard en PCEM1, PCEM2, DCEM 1 et encadrement des étudiants de maîtrise et DEA de biologie moléculaire de la cellule
- 2006 : enseignant de sémiologie médicale à l’université Denis-Diderot Paris-VII sur le site Bichat Claude-Bernard en PCEM 2

## Faits marquants

### Voyages et rencontres politiques
Louis Tobie Mbida rencontre en mars 1991 à Dakar (Sénégal) des députés du Parlement européen, des responsables américains du NDI (National Democratic Institute), le maire de Dakar, le colonel de gendarmerie retraité Mamadou Diop ainsi que maître Abdoulaye Wade au cours d'une conférence organisée par le parlement européen sur le thème : La Démocratie en Afrique : freins et développement.
Il se fait remarquer par ses interventions et sera alors invité par le NDI à une visite de prise de contact et de travail aux États-Unis. 
Il est reçu au cours de ce voyage en août 1991 par le révérend Jesse Jackson et des responsables du National Rainbow Coalition. Il est reçu par feu Dan Brown vice-président du Parti démocrate. Il est invité à tenir un discours devant la conférence du National Black Caucus à Orlando (Floride) de 1991. Il est reçu par Andrew Young à Atlanta au cours du même voyage. Il présente les problèmes politiques du Cameroun de 1991 au républicain Jo Buchner, responsable du NRI (National Republican Institute) et sera reçu par la responsable de l'USAID pour l'Afrique.
Une rencontre au département d'État à Washington avec l'ambassadeur Pringle responsable du dossier Afrique au ministère américain des Affaires étrangères lui donnera l'occasion de présenter le Cameroun aux diplomates américains en insistant sur le fait que la souffrance et la douleur sociales ne peuvent être balkanisées au Cameroun. Il est reçu par Thurgod Marshall Junior qui dirige le staff du sénateur Edward Kennedy.
La communauté africaine de la Banque mondiale lui fera l'honneur de l'inviter à s'exprimer dans la grande salle de conférence de la Banque mondiale où il présentera son projet politique et se soumettra au jeu de questions/ réponses de la part des cadres africains de la Banque mondiale.
Il rencontre aussi à cette occasion le Pr Achille Mbembe. Des entrepreneurs camerounais à Washington viendront à sa rencontre. Il est reçu avec tous les honneurs par Paul Pondi ambassadeur du Cameroun à Washington et inaugurera ainsi les premiers signes de début de décrispation politique et démocratique au Cameroun sachant que c'est le même Paul Pondi qui le 29 juin 1962 avait procédé en sa qualité de commissaire de police à l'arrestation, dans des conditions dramatiques, de son père, André-Marie Mbida. 
André Marie Mbida, premier chef de l'État camerounais sera le premier prisonnier politique du Cameroun indépendant, du 29 juin 1962 au 29 juin 1965. Il sera ensuite mis en résidence surveillée à Yaoundé du 3 août 1968 au 30 mai 1972. Il meurt aveugle à 63 ans des suites de tous ces sévices le 2 mai 1980 à Paris (France).
Louis-Tobie Mbida parle en août 1991 dans l'amphithéâtre de l'université de Georgia (Atlanta) à des étudiants camerounais qui l'invitent à l'instigation du fils John Ngu Foncha.
Il sera invité en juin 1991 à Cotonou au Bénin par la Friedrich-Naumann Stifftung, institution proche de FDP allemand, à une conférence sur la démocratie en Afrique qui sera inaugurée par le président Soglo.
Louis-Tobie Mbida au cours de ces différents voyages en 1991, présente à ses divers interlocuteurs sur la scène internationale le concept d'une Rencontre tripartite où se retrouveront la société civile camerounaise, les partis politiques et l'État.

### La Rencontre tripartite
Des semaines avant, en juin 1991, le président Biya a déclaré que la « conférence nationale souveraine est sans objet » et qu'il ne discutera point avec l'opposition camerounaise tant que celle-ci ne sera pas passée devant les urnes.
Le PDC de Louis-Tobie Mbida va participer aux réunions de la coordination des « partis politiques et associations » sur invitation du Dr Victorin Hameni Bieleu, président de l'UFDC. Mais après une participation à trois de ces réunions de la « Coordination », à Bamenda en mai 1991, à Douala en juin 1991 et à Yaoundé en juillet 1991, Louis Tobie Mbida va se désolidariser de la « Coordination » pour incompatibilité de choix et de méthodes de combat politique.
Il crée avec maître Guillaume Appolinaire Nseth et Célestin Bedzigui l'ORD (Opposition républicaine et démocratique).  
Des négociations entre l'ORD, le premier Ministre Sadou Hayatou, Jacques Fame Ndongo et Pierre Moukoko Mbonjo vont aboutir à une invitation à des entretiens avec le chef de l'État camerounais Paul Biya.
Le 19 juillet 1991, Louis Tobie Mbida et tous les hommes politiques de l'ORD s'entretiendront  chacun avec le président Paul BIYA mais les chefs de file de « l'opposition dite radicale » refuseront de participer à ces entrevues.
Les entretiens avec le président Biya en juillet 1991 permettront de mettre en place la Rencontre Tripartite. La « Rencontre Tripartite » proposera la loi électorale qui a cours ce jour encore au Cameroun de 2009. Des accords sur la base du consensus seront atteints mais sitôt la situation politique explosive des années 1990 éteinte, sitôt les villes mortes initiées par Mboua Massock interrompues, le président Paul Biya et son équipe s'empresseront d'oublier les accords politiques et les promesses d'amélioration tant socio-économiques qu'administratives et politiques faites aux Camerounais.
Louis-Tobie Mbida et le PDC estiment, tenant compte de la situation politique camerounaise d'après 1991, que la Rencontre Tripartite aura été un rendez vous manqué avec l'Histoire. L'espoir suscité par cette rencontre va disparaître au regard du comportement politique du chef de l'État camerounais Paul Biya qui ne tiendra aucune des promesses politiques données après les accords consensuels obtenus au cours de la Tripartite entre le 30 octobre 1991 et le 13 novembre 1991 (voir  lien connexe)

### Candidatures aux différentes élections
Malgré les risques avérés de fraude électorale et de manipulation des résultats électoraux, Louis-Tobie Mbida a été candidat : 
- aux élections législatives de 1992 dans le département de la Lekié
- aux élections municipales de 1996 dans l'arrondissement d'Elig- Mfomo
- aux élections législatives de 1997 dans le département de la Lekié

D'après le Parti des démocrates camerounais et son leader, la fraude électorale, la corruption et le mensonge politique sont au Cameroun les moteurs essentiels de la démarche du Pouvoir, ce sont les seuls ressorts qui permettent au parti au pouvoir et à son chef le président Paul Biya de se maintenir en place au détriment des aspirations légitimes des Camerounais en termes :
1. de bien-être,
2. d'amélioration de leurs conditions de vie,
3. d'instauration d'institutions républicaines crédibles,
4. de réalisations de projets d'investissements publics générateurs de richesses et pourvoyeurs d’emplois,
5. de l'industrialisation du Cameroun,
6. de la mise en place d'infrastructures routières et autoroutières,
7. d’écoles, de collèges, de lycées et d'universités ,
8. de centres hospitaliers régionaux, départementaux et d’arrondissements,
9. d'une couverture maladie,
10. de la multiplication des adductions d’eau,
11. de l'électrification par diverses méthodes,
12. de l'installation des « autoroutes de l'information » en termes de réseaux et autres « spots » internet au Cameroun,
13. de la facilitation et de l'incitation à l'initiative privée génératrice de biens et capables de résorber le chômage des jeunes et des moins jeunes,
14. du développement des arts et de la culture,
15. de l'essor des sports.

### Exil politique
Louis-Tobie Mbida a décidé en 1997 de choisir l'exil volontaire en Europe et de se mettre ainsi en réserve de la République tout en continuant à réfléchir en comité restreint et souvent avec tous les hommes et femmes de bonne volonté au niveau de la communauté internationale aux voies et moyens les meilleurs, excluant toute violence, pour restaurer la démocratie au Cameroun et doter le pays d'institutions fortes au service de tous les camerounais.

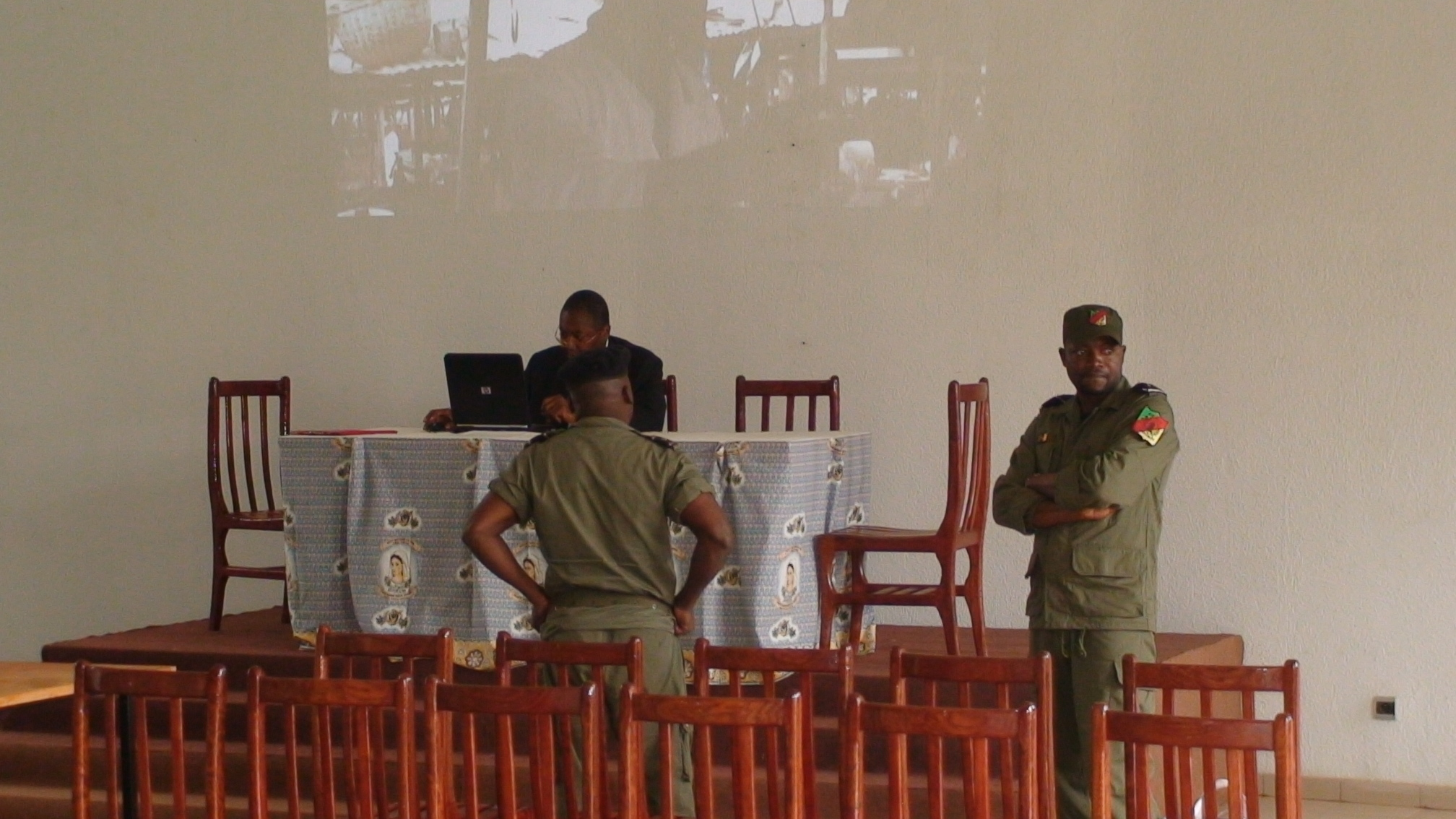
Louis-Tobie Mbida séquestré à Mvolyé alors qu'il tente d'organiser une réunion politique

Faire du Camerounais un citoyen, améliorer les conditions de vie des camerounais, faire du Cameroun une terre de prospérité dotée d’institutions crédibles, animée par des hommes et des femmes librement choisis par les citoyens qui ont fait de la démocratie un sacerdoce, de la liberté un principe et du progrès un objectif sont des enjeux universels. Je crois en la démocratie et je suis resté honnête dans cet océan d’ignominie parce que j’ai vécu à même la chair les affres de l’arbitraire et de la dictature. (citation de Louis Tobie MBIDA, juillet 2009)

### Retour au Cameroun
Louis-Tobie Mbida, de retour au Cameroun le 2 septembre 2010, se fait séquestrer le 23 février 2011 dans un bâtiment appartenant à l’Église catholique, alors qu'il tentait d'exposer son projet de société,,.